# Municipio Teoloyucan
Koordinaten: 19° 45′ 0″ N, 99° 10′ 30″ W
Teoloyucan ist ein Municipio im mexikanischen Bundesstaat México. Es gehört zur Zona Metropolitana del Valle de México, der Metropolregion um Mexiko-Stadt. Der Sitz der Gemeinde ist das gleichnamige Teoloyucan. Die Gemeinde hatte im Jahr 2010 63.115 Einwohner, ihre Fläche beträgt 53,8 km².

## Geographie
Teoloyucan liegt im Norden des Bundesstaates México, etwa 25 km nördlich von Mexiko-Stadt auf etwa 2250 m Höhe. Mehr als 70 % der Gemeindefläche dienen dem Ackerbau.
Das Municipio Teoloyucan grenzt an die Municipios Coyotepec, Zumpango, Nextlalpan, Melchor Ocampo, Cuautitlán, Cuautitlán Izcalli und Tepotzotlán.

## Orte
Das Municipio Teoloyucan umfasst sechs Orte mit total 14.467 Haushalten. Mit 51.255 Einwohnern mit Abstand größter Ort ist der Hauptort Teoloyucan. Die Orte San Bartolo, Colonia Santo Tomás und San Sebastián haben ebenfalls über 1.000 Einwohner, die Einwohnerzahlen von El Ramal und Santa María Caliacac liegen bei etwa 500.